# Hendrik van der Vegte
Hendrik van der Vegte (Zwolle, 15 augustus 1868 – 's-Gravenhage, 29 augustus 1933) was een Nederlands politicus. Hij ligt begraven op de Algemene Begraafplaats Kranenburg in Zwolle.

## Loopbaan
Van der Vegte was een Overijsselaar en nazaat van dominee Hendrik de Cock, voorman van de afgescheidenen uit de negentiende eeuw. Hij was advocaat, wethouder en bankdirecteur in Zwolle en later lange tijd gedeputeerde. Hij deed in 1912 in het district Ommen een vergeefse poging om tot Tweede Kamerlid te worden gekozen. Hij was minister van Waterstaat in het kabinet-De Geer I.

Van der Vegte had aanvankelijk door zijn losse optreden het gehoor van de Kamer, maar verloor die sympathie later deels weer. Hij was uitermate langzaam in het spreken en bediende zich soms van verfijnde humor. Hij bracht wettelijke regelingen voor de luchtvaart en de radio-omroep tot stand.
- Biografisch Portaal: 45179947
- Parlement.com: vg09lljk47yd